# Горнверк

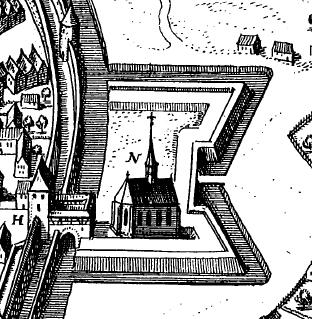
Горнверк

Горнверк (нем. Hornwerk, дословно — «роговое укрепление») — в бастионной системе фортификации: наружное вспомогательное укрепление, служившее для усиления крепостного фронта и состоявшее из бастионного фронта с двумя эполементами, выдвинутого в сторону противника перед главным валом крепости.
Горнверк принадлежал к формам старинной фортификации (впервые был применен в XVI веке в Нидерландах, во время революции). Он располагался, наряду с подобными другими постройками (кронверк, куврфас, демилюн), всегда впереди главных валов крепостей, позднее и отдельно в качестве мостовых укреплений. Главнейшее назначение горнверков заключалось в усилении внешней ближней обороны, так как противнику приходилось тогда преодолевать сопротивление целого ряда одно за другим следующих укреплений.